# Álvaro Nunes Weyne
Alvaro Nunes Weyne (Fortaleza, 11 de novembro de 1881 – 4 de julho de 1963) foi um comerciante, espírita, maçom e político brasileiro.

## Biografia
Era filho do Tenente-Coronel Alfredo da Costa Weyne e Antonia Nunes de Melo Weyne. Estudou no Ginásio Cearense e no Instituto de Humanidades. Casou-se com Maria José Rodrigues Weyne. Fundador do Centro Espírita Cearense em 1910. Foi Presidente do Rotary Club de Fortaleza, dirigiu o Asilo de Mendicidade e a Santa Casa de Misericórdia de Fortaleza. Foi o primeiro Grão-Mestre da Grande Loja Maçônica do Ceará entre 1928 e 1932, além de ter sido presidente do Rotary Club de Fortaleza.

## Carreira pública
Foi eleito para a prefeitura de Fortaleza na primeira eleição de voto secreta da cidade em 1928.
Durante esse primeiro mandato ficou conhecido nacionalmente como "O Prefeito das Flôres" devido sua política de arborizar e embelezar as praças e ruas da cidade como a Praça da Lagoinha e a Praça do Carmo. Em 1929 a prefeitura adquiriu a casa onde nascera o escritor José de Alencar (Messejana) tendo em vista a oferecê-la ao Instituto do Ceará e que posteriormente foi transferida para a Universidade Federal do Ceará.
Foi afastado do cargo em 8 de agosto de 1930 devido a Revolução de 1930. Voltou ao cargo em 27 de maio de 1935 ficando até 18 de maio de 1936. Durante esse último mandato ocorreu a primeira eleição popular de Fortaleza.
Em 1942 foi designado para chefiar a Defesa Passiva Antiaérea da cidade durante a Segunda Guerra Mundial. Foi Secretário da Fazenda do Estado do Ceará no biênio 1944 — 1945.